# Метазнание
Метазнание — понятие инженерии знаний, в самом общем виде означает «любое знание о знании». Помимо инженерии знаний, используется в различных науках (когнитология, эпистемология, философия, психология), где, в зависимости от контекста, содержание понятия может варьироваться. Применительно к экспертным системам, по оценке Ж.-Л. Лорьера, метазнание «является фундаментальным понятием для систем, которые не только используют свою базу знаний такой, какая она есть, но и умеют на её основе делать выводы, структурировать её, абстрагировать, обобщать, а также решать, в каких случаях она может быть полезна».
Адам Гадомски, разработчик направления инженерии знаний, именуемого TOGA (англ. Top-down Object-based Goal-oriented Approach), отмечает, что для всякого разумного существа (в качестве которых могут выступать люди, организации, общества или автономные роботы), понятие метазнания включает в себя правила, методы планирования, моделирования, обучения и инструменты концептуализации, которые осуществляют модификацию знаний о предметной области. Инструменты следующего уровня — процедуры, методологии и стратегии обучения, изменение характеристик предметной области представляют собой его/её индивидуальные мета-мета-знания.
Метазнания могут быть собраны автоматически из разнородных данных, способствовать выявлению закономерностей в предметных областях, а также противоречий в существующих теориях.